# 鸭脚茶
鸭脚茶（学名：Bredia sinensis）为野牡丹科野海棠属下的一个种。其种加词“sinensis”意为“中华的”。
现接受名为鸭脚茶（Tashiroea sinensis Diels, 1924）。